# リンパ芽球

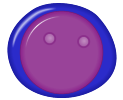
リンパ芽球

リンパ芽球(英: lymphoblast)とは一般に成熟リンパ球に分化する未成熟な細胞。通常はリンパ芽球は骨髄で認められるが、急性リンパ性白血病(ALL)ではリンパ芽球は増加し、末梢血で多数認められる。
造血幹細胞から分裂し分化し始めた幼若な血液細胞は極めて初期にリンパ系と骨髄系に分かれる。骨髄系はその後赤血球や顆粒球、単球、血小板に分化・成熟するが、リンパ系はTリンパ球、Bリンパ球、NK細胞などに分化する。
骨髄系を違う分化をたどることになった未熟な細胞がリンパ芽球である。
リンパ芽球という用語は一般に白血球のリンパ系の前駆細胞を意味するが、時に異なった意味で用いられる。The Chronic Lymphocytic Leukemia Research Consortium（慢性リンパ性白血病研究協会?）ではリンパ芽球は次のように表現される。"A lymphocyte that has become larger after being stimulated by an antigen. Lymphoblasts look like immature lymphocytes, and were once thought to be precursor cells.（抗原刺激により巨大化したリンパ球。リンパ芽球は未熟なリンパ球様であり、かつては前駆細胞であると考えられていた。）".

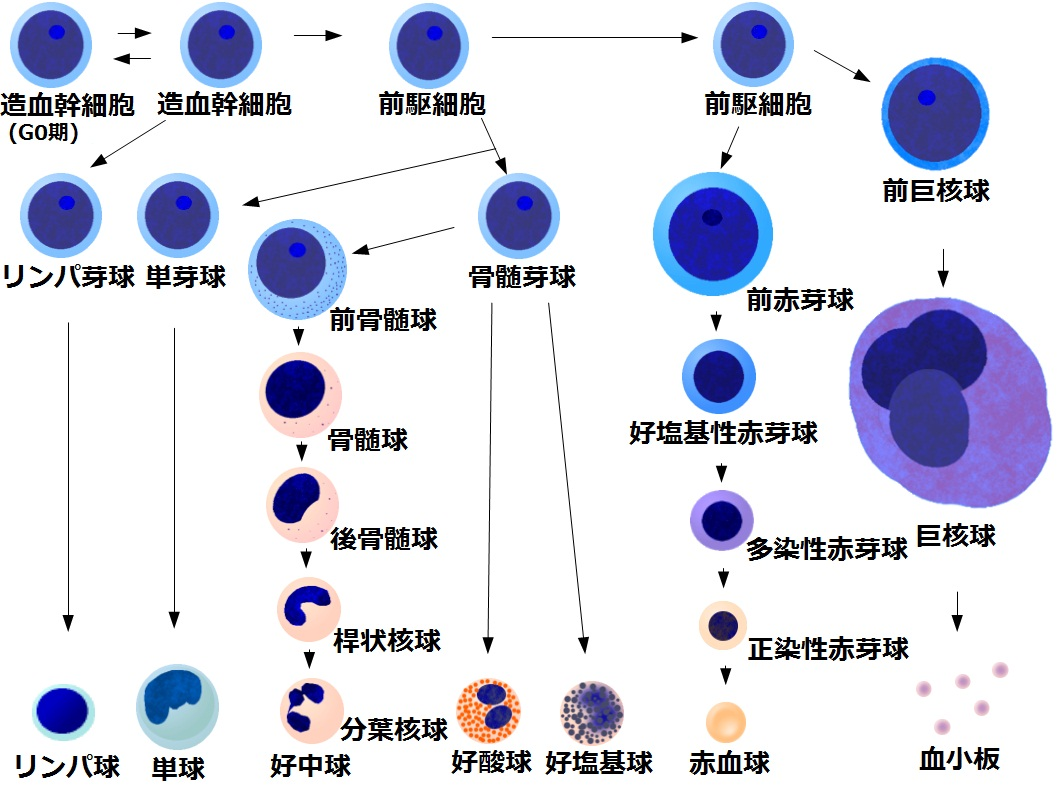
造血幹細胞とその細胞系譜